# فرخنده سرخاکستری
فرخنده سرخاکستری (نام علمی: Eucometis penicillata) نام یک گونه از تیره فرخنده است.

## نگارخانه

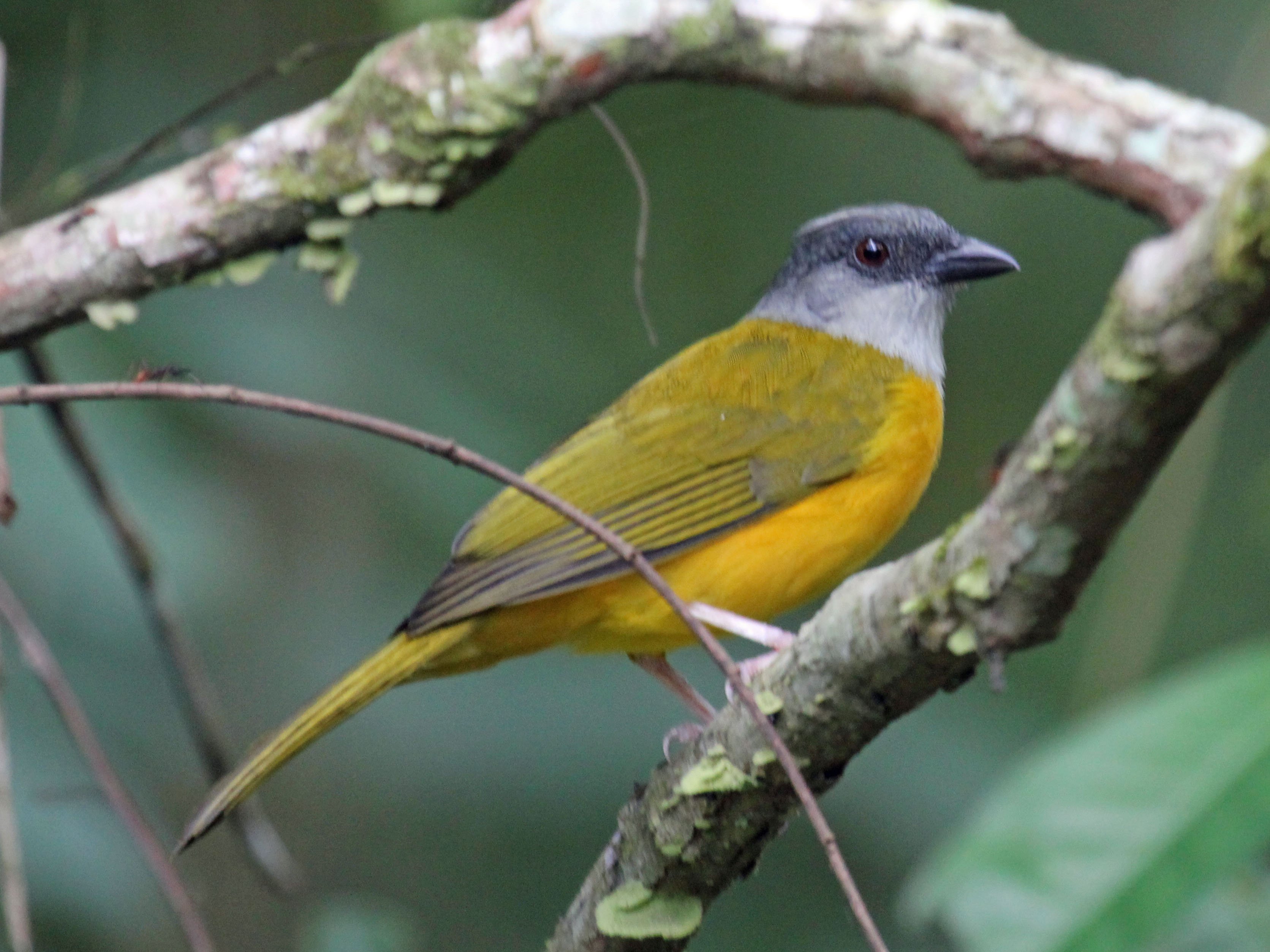
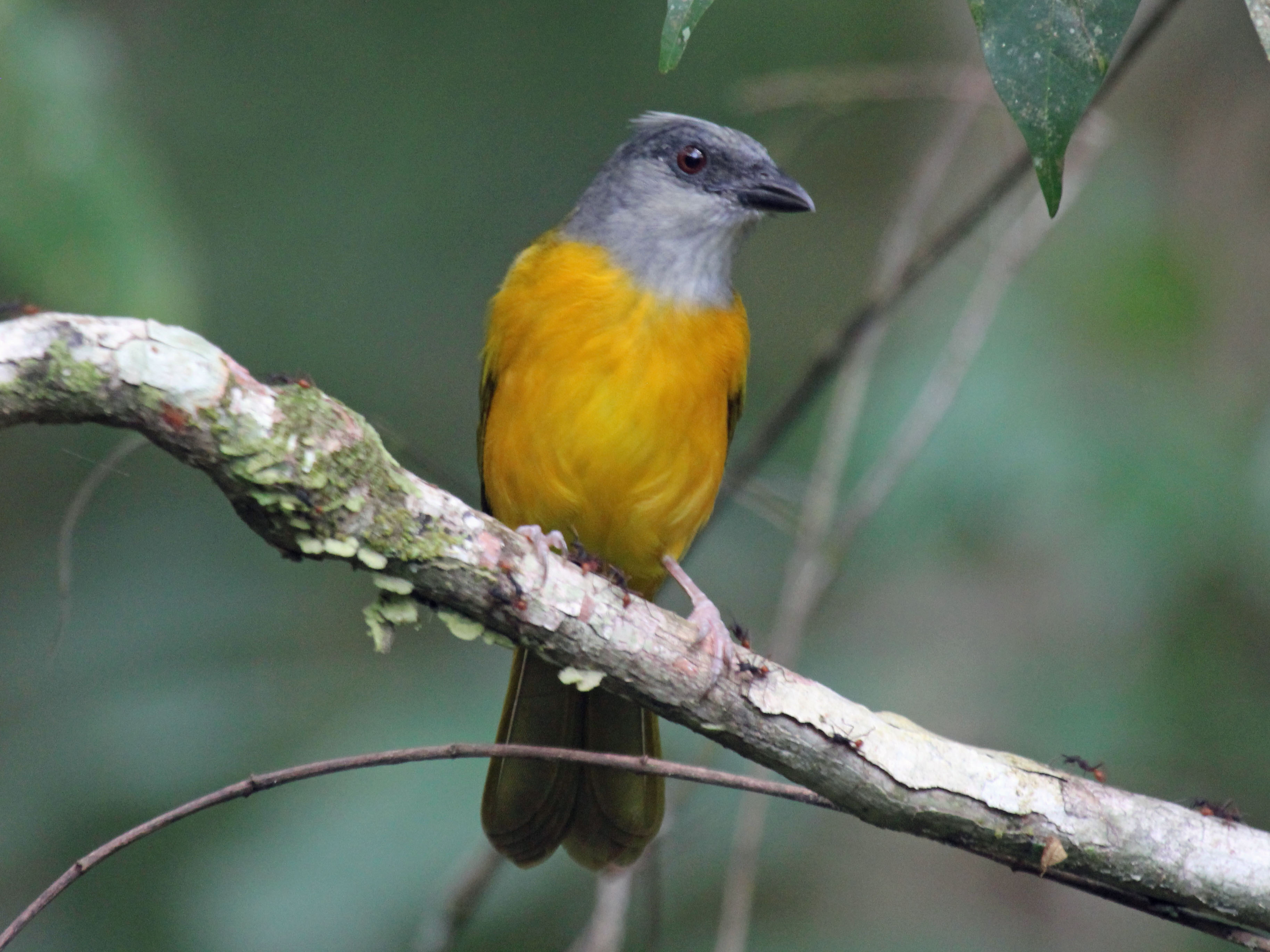
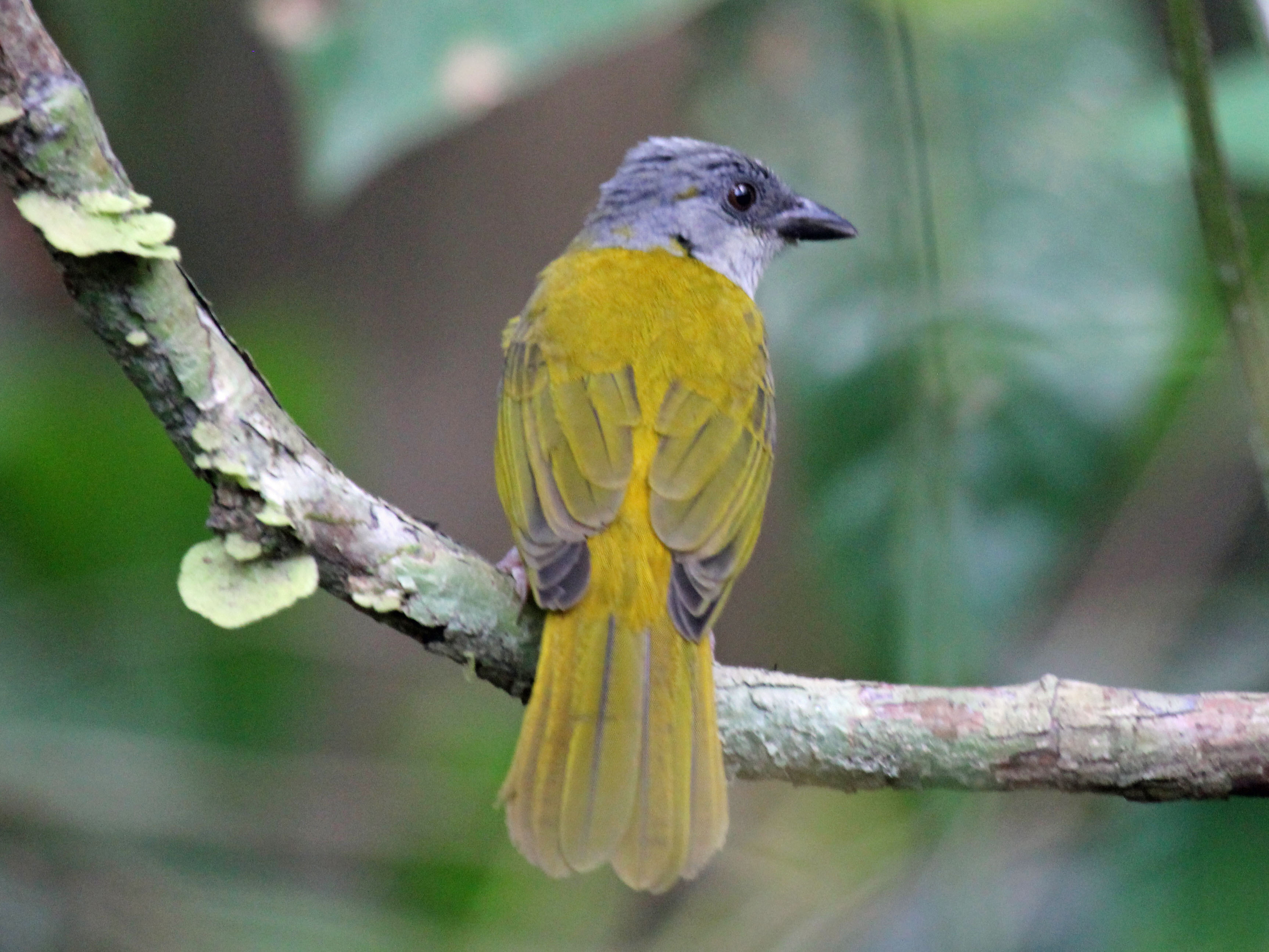